# BAT Bantam
BAT F.K.23 Bantam là một loại máy bay tiêm kích hai tầng cánh của Anh, do hãng British Aerial Transport Company Limited chế tạo trong Chiến tranh thế giới I.

## Biến thể
F.K.22 Bantam I
F.K.23 Bantam II
F.K.27

## Quốc gia sử dụng
Pháp
- Không quân Pháp

 Hà Lan
- Koolhoven

 Anh Quốc
- Không quân Hoàng gia

 Hoa Kỳ
- Quân đoàn Không quân Lục quân Hoa Kỳ

## Tính năng kỹ chiến thuật (F.K.23 Bantam)
Dữ liệu lấy từ War Planes of the First World War: Volume One: Fighters
Đặc điểm tổng quát
- Kíp lái: 1
- Chiều dài: 18 ft 5 in (5,61 m)
- Sải cánh: 25 ft 0 in (7,62 m)
- Chiều cao: 6ft 9 in (2,06 m)
- Diện tích cánh: 185 ft² (17,19²)
- Trọng lượng rỗng: 833 lb (378 kg)
- Trọng lượng cất cánh tối đa: 1,321 lb (599 kg)
- Động cơ: 1 × A.B.C Wasp I, 170 hp (127 kw)

 Hiệu suất bay 
- Vận tốc cực đại: 128 mph (111 knot, 206 km/h) trên dộ cao 6.500 ft (2.000 m)
- Thời gian bay: 2 h 15 phút
- Trần bay: 20.000 ft (6.100 m)

Trang bị vũ khí

- Súng: 2 súng máy Vickers 0.303 in (7,7mm)